# علف گاو دریایی
علف گاو دریایی (نام علمی: Cymodocea) نام یک سرده از تیره گاودریایی‌علفان است.